# Nouamghar
Nouamghar è un comune della Mauritania, situato nella  regione di Dakhlet-Nouadhibou e in particolare nel dipartimento di Chami.